# Proces o przyrostach niezależnych
Proces o przyrostach niezależnych – taki proces stochastyczny, w którym przyrosty (zmiany wartości) w dowolnych rozłącznych przedziałach czasowych {\displaystyle <0,t_{1}>,<t_{1},t_{2}>,...,<t_{n-1},t_{n}>} są zmiennymi losowymi niezależnymi.
Procesami o przyrostach niezależnych są m.in. proces Wienera, procesy Lévy’ego, procesy addytywne i proces Poissona. 